# Гражданское партнёрство
Гражда́нское партнёрство (также гражда́нский сою́з, дома́шнее партнёрство, вну́треннее партнёрство, зарегистри́рованное партнёрство и др.) — признанный некоторыми государствами социальный институт, в котором могут быть узаконены отношения двух людей, не желающих или не имеющих возможности по закону зарегистрировать брак. Как правило, такая возможность предоставляется однополым парам, однако в некоторых странах разнополые пары также могут зарегистрировать свои отношения подобным образом. Конкретная терминология для обозначения таких союзов различается в разных государствах. Неодинаковы также и юридические последствия их заключения. Не следует путать официально зарегистрированные гражданские партнёрства с незарегистрированными фактическими брачными отношениями, а также однополые гражданские партнёрства — с однополыми браками.

## Региональные различия
В различных странах категории лиц, имеющих право на заключение гражданских партнёрств, могут отличаться. Изначально право на заключение гражданского партнёрства предоставлялось только лишь однополым парам. В этом случае гражданские партнёрства являются параллельным социальным институтом, созданным специально для однополых пар, не имеющих по закону права заключить брак. Во многих странах, легализовавших однополые браки, гражданские партнёрства для однополых пар были промежуточной ступенью к брачному равноправию. После открытия доступа к браку для однополых пар заключение гражданских партнёрств обычно прекращается, а уже ранее заключённые союзы могут быть преобразованы в браки.
Во второй группе стран гражданские партнёрства доступны как однополым, так и разнополым парам. При этом разнополой паре предоставляется выбор между заключением брака и регистрацией гражданского союза, обычно являющегося в правовом смысле облегчённой альтернативой браку. Однополые же пары в этих странах могут либо иметь, либо не иметь юридической возможности заключения брака. Поэтому они либо имеют возможность выбора между браком и партнёрством, либо могут заключать лишь партнёрства, но не браки.

## Популярность института гражданских партнёрств
Во Франции институт гражданского партнёрства (PACS), введенный в 1999 году в основном для законного признания однополых пар, набирал популярность. В 2000 году более 75 % гражданских союзов было заключено гетеросексуальными парами, в 2009 году доля разнополых пар составила 95 %. При этом в 2000 году было заключено 22271 партнёрств и 305234 браков, а в 2010 — 205550 партнёрств и 251654 браков (данные INSEE). Если эта тенденция сохранится, то число заключаемых гражданских партнёрств может превзойти число браков.

## Критика

### Критика со стороны однополых пар

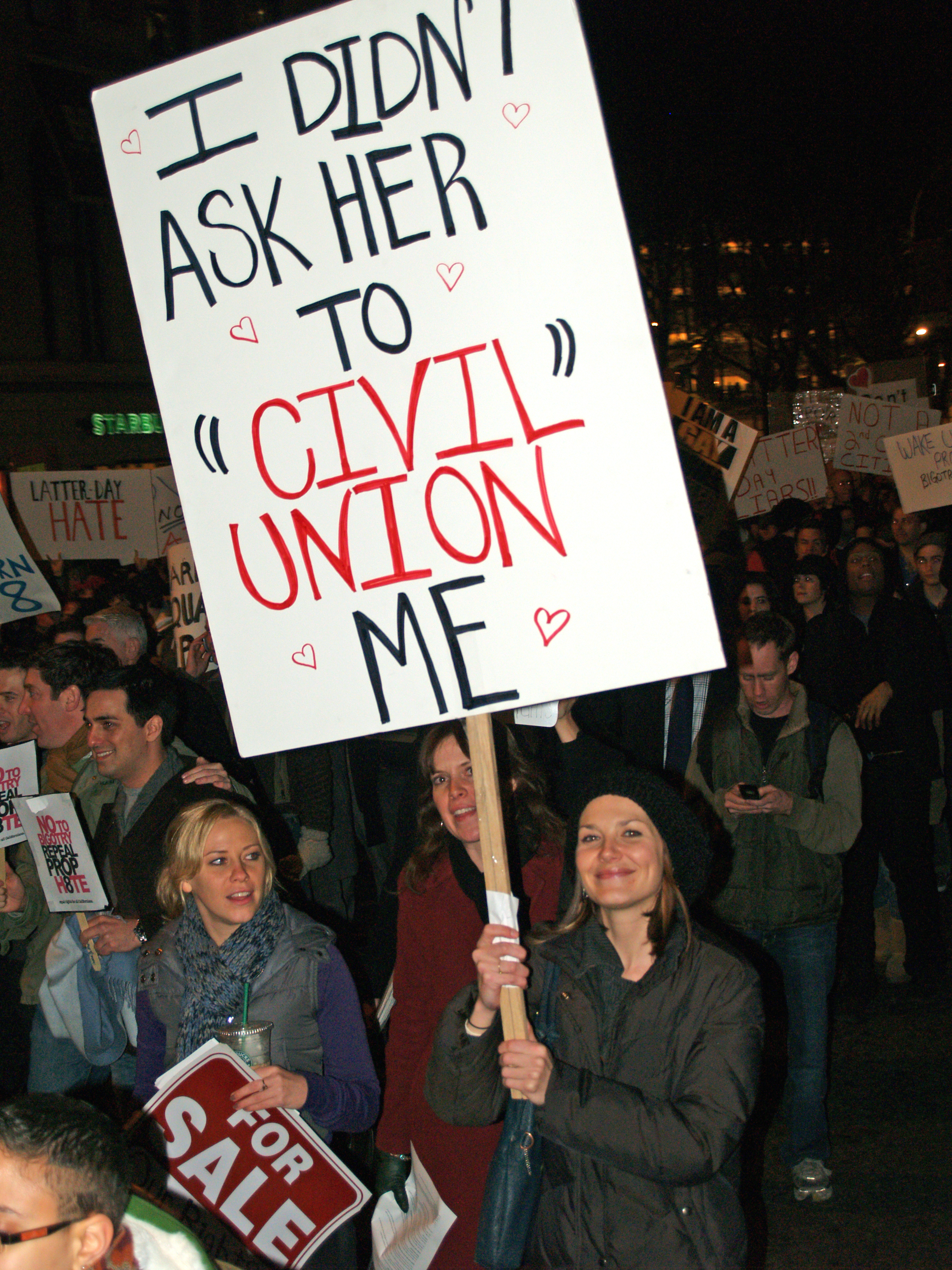
«Я не спрашивала её: ты заключишь гражданский союз со мной?»

В тех странах, где однополым парам предоставляется возможность заключения гражданских партнёрств, но отказано в праве вступления в брак, некоторые ЛГБТ-активисты (в том числе гомосексуальные пары) нередко отвергают такие партнёрства по причине его неравноправного положения с гражданскими браками. Кроме того, некоторые гомосексуалы не хотят заключать партнёрство из идеологических соображений, сравнивая существование отдельных институтов регистрации отношений для однополых и разнополых пар с расовой сегрегацией и чувствуя в таком разделении дискриминацию. Существуют также и ситуации, когда вступление в однополое партнёрство чревато негативными последствиями. Так, например, в Германии лица, заключившие однополое партнёрство, немедленно подлежат увольнению, если их работодателем является Католическая церковь, под крышей которой работают более 1,3 миллиона человек более чем 100 профессий. Тем не менее, общая статистика заключаемых партнёрств в Германии характеризовалась ежегодным увеличением абсолютного числа заключения новых союзов, несмотря на то, что они не были уравнены в правовом смысле с гетеросексуальными браками.
Тем не менее, многие однополые пары стремятся узаконить свои отношения. Как показывают, например, опубликованные в 2011 году в Германии исследования Томаса Хертлинга, зарегистрировать свои отношения в виде гражданского союза решились около 19,7 % респондентов (гомосексуальных мужчин), имеющих постоянного партнёра. Лишь 15,6 % полностью отвергли для себя такой вариант. Кроме того, 59,1 % опрошенных заявили, что заключили бы партнёрство, если бы оно по закону было приравнено к браку в финансовых вопросах. Около 35,4 % опрошенных заявили, что заключили бы союз, если бы он позволил им усыновить ребёнка.
ЛГБТ-активисты обращают внимание на то, что создание для однополых пар особого законодательства (законы о гражданских партнёрствах) создаёт ситуацию, при которой регистрация однополых пар происходит по другому законодательству, нежели разнополых при вступлении в брак, создавая символическую дискриминацию, даже если нет никакой фактической дискриминации и гражданские партнёрства полностью уравнены в правах с разнополыми браками.
В то же время противники однополых браков могут соглашаться на легализацию гражданских союзов, пока они не называются браками, объясняя это тем, что брак традиционно является союзом мужчины и женщины. В некоторых странах такое понимание брака определено в конституции, поэтому для однополых пар в лучшем случае возможно лишь гражданское партнёрство.

### Критика со стороны разнополых пар
Гражданские партнёрства нередко критикуют также и по причине недоступности этого института разнополым парам в некоторых странах. К примеру, в Великобритании сторонники гражданских партнёрств, включая разнополые пары, отвергающие традиционный брак, несколько лет добивались права для разнополых пар вступать в гражданские партнёрства.

## Обзор по странам мира

### Европа
| Страна         | Дата введения (и ликвидации)    | Одноп. пары | Разноп. пары | Ссылка на статью                         |
| -------------- | ------------------------------- | ----------- | ------------ | ---------------------------------------- |
| Дания          | 1 октября 1989 — 15 июня 2012   | 1)          | ❌           | Однополые браки в Дании                  |
| Норвегия       | 1 августа 1993 — 1 января 2009  | 1)          | ❌           | Однополые браки в Норвегии               |
| Швеция         | 1 января 1995 — 1 мая 2009      | 1)          | ❌           | Однополые браки в Швеции                 |
| Исландия       | 27 июня 1996 — 27 июня 2010     | 1)          | ❌           | Однополые браки в Исландии               |
| Гренландия     | 1 июля 1996 — 1 апреля 2016     | 1)          | ❌           | Однополые браки в Дании                  |
| Нидерланды2)   | 1 января 1998                   | зелёная ✓   | зелёная ✓    | Однополые браки в Нидерландах            |
| Франция2)      | 16 ноября 1999                  | зелёная ✓   | зелёная ✓    | Гражданский договор солидарности         |
| Бельгия2)      | 1 января 2000                   | зелёная ✓   | зелёная ✓    | Узаконенное сожительство в Бельгии       |
| Германия       | 1 августа 2001 — 1 октября 2017 | 1)          | ❌           | Гражданские партнёрства в Германии       |
| Финляндия      | 1 марта 2002 — 1 марта 2017     | 1)          | ❌           | Однополые браки в Финляндии              |
| Люксембург2)   | 1 ноября 2004                   | зелёная ✓   | зелёная ✓    | Однополые браки в Люксембурге            |
| Андорра3)      | 23 марта 2005                   | зелёная ✓   | зелёная ✓    | Гражданские партнёрства в Андорре        |
| Андорра3)      | 25 декабря 2014                 | зелёная ✓   | ❌           | Гражданские партнёрства в Андорре        |
| Великобритания | 5 декабря 2005                  | 4)          | 7)/          | Гражданские партнёрства в Великобритании |
| Чехия          | 1 июля 2006                     | зелёная ✓   | ❌           | Гражданские партнёрства в Чехии          |
| Словения       | 23 июля 2006                    | зелёная ✓   | ❌           | Регистрация однополых пар в Словении     |
| Швейцария      | 1 января 2007                   | зелёная ✓   | ❌           | Гражданские партнёрства в Швейцарии      |
| Греция         | 26 ноября 2008                  | 5)          | зелёная ✓    | Гражданские партнёрства в Греции         |
| Венгрия        | 1 июля 2009                     | зелёная ✓   | ❌           | Однополые союзы в Венгрии                |
| Австрия        | 1 января 2010                   | зелёная ✓   | ❌           | Гражданские партнёрства в Австрии        |
| Ирландия       | 1 января 2011 — 16 ноября 2015  | 1)          | ❌           | Однополые браки в Ирландии               |
| Остров Мэн2)   | 6 апреля 2011                   | зелёная ✓   | 6)           | Гражданские партнёрства в Великобритании |
| Лихтенштейн    | 1 сентября 2011                 | зелёная ✓   | ❌           | Гражданские партнёрства в Лихтенштейне   |
| Джерси         | 2 апреля 2012                   | зелёная ✓   | ❌           | Гражданские партнёрства в Великобритании |
| Гибралтар      | 28 марта 2014                   | зелёная ✓   | зелёная ✓    | Гражданские партнёрства в Великобритании |
| Мальта         | 14 апреля 2014                  | зелёная ✓   | зелёная ✓    | Гражданские партнёрства на Мальте        |
| Хорватия       | 5 августа 2014                  | зелёная ✓   | ❌           | Однополые союзы в Хорватии               |
| Кипр           | 9 декабря 2015                  | зелёная ✓   | зелёная ✓    | Гражданские партнёрства на Кипре         |
| Эстония        | 1 января 2016                   | зелёная ✓   | зелёная ✓    | Однополые браки в Эстонии                |
| Италия8)       | 5 июня 2016                     | зелёная ✓   | зелёная ✓    | Гражданские партнёрства в Италии         |
| Сан-Марино     | 11 февраля 2019                 | зелёная ✓   | зелёная ✓    | Гражданские союзы в Сан-Марино           |
| Монако         | 27 июня 2020                    | зелёная ✓   | зелёная ✓    | Договор о сожительстве в Монако          |
| Черногория     | 1 июля 2021                     | зелёная ✓   | ❌           | Гражданские партнёрства в Черногории     |

Примечания к таблице:

Гражданские партнёрства в Европе по типу:
гендерно-нейтральные
доступны только для однополых пар
заменены на однополые браки
отсутствуют в законодательстве

1) В Дании, Норвегии, Швеции, Исландии, Гренландии, Германии, Финляндии и Ирландии гражданские партнёрства были доступны лишь для однополых пар в качестве альтернативного решения по причине запрета заключения брака. После легализации однополых браков в этих странах новые гражданские партнёрства более не регистрируются. Существующие партнёрства продолжают существование и могут быть преобразованы в брак.
2) В Нидерландах, Франции, Бельгии, Люксембурге и на острове Мэн как однополые, так и разнополые пары имеют возможность выбора между заключением брака или гражданского партнёрства.
3) В Андорре с декабря 2014 года существует два разных вида гражданских партнёрств: доступные как для однополых, так и для разнополых пар «стабильные союзы» с минимальным набором прав и обязанностей и доступные только для однополых пар «гражданские союзы» в качестве альтернативы браку, заключение которого для однополых пар не разрешено.
4) В Англии, Уэльсе и Шотландии регистрируются также однополые браки.
5) Однополые пары в Греции могут заключать гражданские партнёрства с января 2016 года.
6) Разнополые пары на острове Мэн получили возможность вступать в гражданские партнёрства с июля 2016 года.
7) Англии и Уэльсе разнополые пары могут заключать гражданские партнёрства с 2019 года, в Северной Ирландии — с 2020 года.
8) Соглашение о сожительстве доступно для всех пар, гражданские союзы — только для однополых пар.

### Соединённые Штаты Америки
Во всех штатах узаконены однополые браки. Кроме того, следующие штаты признают различные формы гражданских партнёрств:
- Округ Колумбия — Domestic Partnership (1992; расширен в 2002)
- Гавайи — Reciprocal Beneficiary Relationship (1997)
- Вермонт — Civil Union (2000; отменён в 2009 в связи с легализацией однополых браков)
- Калифорния — Domestic Partnership (2000; впоследствии расширен)
- Мэн — Domestic Partnership (2004)
- Нью-Джерси — Domestic Partnership (2004; отменён в 2007 в связи с легализацией Civil Union)
- Коннектикут — Civil Union (2005; отменён в 2010 в связи с легализацией однополых браков)
- Вашингтон — Domestic Partnership (2007; впоследствии расширен)
- Нью-Джерси — Civil Union (2007)
- Нью-Гэмпшир — Civil Union (2008; отменён в 2011 в связи с легализацией однополых браков)
- Орегон — Domestic Partnership (2008)
- Колорадо — Designated Beneficiary Agreement (2009)
- Висконсин — Domestic Partnership (2009; отменён в 2018 в связи с легализацией однополых браков)
- Невада — Domestic Partnership (2009)
- Иллинойс — Civil Union (2011)
- Род-Айленд — Civil Union (2011; отменён в 2013 в связи с легализацией однополых браков)
- Гавайи — Civil Union (2012)
- Делавэр — Civil Union (2012; отменён в 2014 в связи с легализацией однополых браков)
- Колорадо — Civil Union (2013)

### Австралия
В Австралии на федеральном уровне признаются лишь в качестве нерегистрируемых фактических сожительств. В то же время во всех штатах и территориях Австралии на региональном уровне узаконены различные формы однополых партнёрств — гражданские союзы, домашние партнёрства или также лишь фактические сожительства, значительно отличающиеся друг от друга по правовому статусу.
| Штат или территория | Официальный статус                                         | Год введения |
| ------------------- | ---------------------------------------------------------- | ------------ |
| АСТ                 | Civil Partnership / Civil Union                            | 2008 / 2012  |
| Новый Южный Уэльс   | Registered Relationship                                    | 2010         |
| Квинсленд           | Registered Relationship                                    | 2012         |
| Южная Австралия     | Domestic Partnership (Agreement) / Registered Relationship | 2007 / 2017  |
| Тасмания            | Significant Relationship                                   | 2004         |
| Виктория            | Domestic Relationship                                      | 2008         |
| Западная Австралия  | фактическое незарегистрированное сожительство              | 2002         |
| Северная территория | фактическое незарегистрированное сожительство              | 2004         |

### Другие страны и территории
Список представлен в алфавитном порядке независимо от даты введения законодательства.
| Страна или регион   | Страна или регион   | Одноп. пары | Разноп. пары | Подробности в статье                          |
| ------------------- | ------------------- | ----------- | ------------ | --------------------------------------------- |
| Ангола              | Ангола              | ❌          | 2015         | фактические союзы                             |
| Аргентина1)         | Аргентина1)         | 2015        | 2015         | гражданские партнёрства                       |
|                     | Буэнос-Айрес        | 2002        | 2002         | гражданские партнёрства                       |
| Рио-Негро           | 2003                | 2003        |              | гражданские партнёрства                       |
| Боливия             | Боливия             | 2023        | 2015         | гражданские союзы                             |
| Бразилия1)          | Бразилия1)          | 2011        | 2003         | устойчивые союзы (см. однополые браки)        |
| Венесуэла           | Венесуэла           | ❌          | 2010         | фактические союзы                             |
| Гватемала           | Гватемала           | ❌          | 1964         | фактические союзы                             |
| Гондурас            | Гондурас            | ❌          | 2004         | фактические союзы                             |
| Кабо-Верде          | Кабо-Верде          | ❌          | 2015         | фактические союзы                             |
| Канада1)            | Канада1)            | Канада1)    | Канада1)     | гражданские партнёрства (см. однополые браки) |
|                     | Новая Шотландия     | 2001        | 2001         | гражданские партнёрства (см. однополые браки) |
| Квебек              | 2002                | 2002        |              | гражданские партнёрства (см. однополые браки) |
| Колумбия1)          | Колумбия1)          | 2007        | 1990         | фактические союзы (см. однополые браки)       |
| Мексика1)           | Мексика1)           | Мексика1)   | Мексика1)    | фактические союзы (см. однополые браки)       |
|                     | Идальго             | ❌          | 2007         | фактические союзы (см. однополые браки)       |
| Кампече             | 2014                | 2014        |              | фактические союзы (см. однополые браки)       |
| Коауила             | 2007                | 2007        |              | фактические союзы (см. однополые браки)       |
| Колима2)            | 2013—2016           | ❌          |              | фактические союзы (см. однополые браки)       |
| Мехико              | 2006                | 2006        |              | фактические союзы (см. однополые браки)       |
| Мичоакан            | 2015                | 2016        |              | фактические союзы (см. однополые браки)       |
| Синалоа             | ❌                  | 2013        |              | фактические союзы (см. однополые браки)       |
| Никарагуа           | Никарагуа           | ❌          | 2015         | стабильные союзы                              |
| Новая Зеландия1)    | Новая Зеландия1)    | 2005        | 2005         | гражданские союзы                             |
| Парагвай            | Парагвай            | ❌          | 1992         | фактические союзы                             |
| Перу                | Перу                | ❌          | 2013         | фактические союзы                             |
| Сан-Томе и Принсипи | Сан-Томе и Принсипи | ❌          | 1977         | фактические союзы                             |
| Уругвай1)           | Уругвай1)           | 2008        | 2008         | гражданские союзы                             |
| Чили                | Чили                | 2015        | 2015         | гражданские союзы                             |
| Эквадор             | Эквадор             | 2015        | 2015         | гражданские партнёрства                       |
| ЮАР1)               | ЮАР1)               | 2006        | 2006         | гражданские союзы (см. однополые браки)       |

Примечания к таблице:
1) На всей территории Аргентины, Бразилии, Канады, Колумбии, Мексики, Новой Зеландии, Уругвая, Чили, Эквадора и ЮАР однополые пары также могут регистрировать браки.
2) Новые гражданские партнёрства в связи с легализацией однополых браков более не заключаются.

### Европейский союз
Суд Европейского союза в 2021 году принял решение (не подлежащее обжалованию), что все страны Евросоюза обязаны признавать семьями однополых родителей и их детей. На момент принятия этого решения в некоторых странах Евросоюза однополые отношения не признавались ни в какой форме, а брак рассматривался как союз мужчины и женщины.